# Clément Boulanger (jésuite)
Pour les articles homonymes, voir Clément Boulanger et Boulanger (homonymie).
Clément Boulanger (30 octobre 1790 - 12 juin 1868) est un prêtre jésuite français qui participe à la renaissance de la Compagnie de Jésus au Canada. 